# Peromyscus eva
Peromyscus eva és una espècie de mamífer rosegador de la família dels cricètids. És endèmic de la Baixa Califòrnia (Mèxic). El seu hàbitat natural són els matollars tropicals àrids amb vegetació suculenta i zones pedregoses. És una espècie en risc mínim, és a dir, no sembla que hi hagi cap amenaça significativa per a la seva supervivència.
Es desconeix qui és l'Eva en honor de qui fou anomenada l'espècie.